# León, Nicaragua
León este un oraș situat în partea de nord-vest a statului Nicaragua, pe Río Chiquito. Este reședința departamentului León. Este al doilea oraș ca mărime demografică din țară. Fondat de spanioli sub numele de Santiago de los Caballeros de León.